# ميسون عزام
ميسون عزام (26 مايو 1973 -)، مذيعة فلسطينية تحمل الجنسية البريطانية. وهي حاصلة على شهادة البكالوريوس في فنون الاتصالات والتركيز في الصحافة من الجامعة اللبنانية الأميركية وحاصلة أيضاً على درجة الماجستير في السياسة العالمية من كلية بيركبيك جامعة لندن تعمل في قناة العربية، سبق لها أن عملت مذيعة أخبار في شبكة الأخبار العربية «أي أن أن» ثم انتقلت لقناة الجزيرة حيث عملت في النشرة الاقتصادية ومن ثم انتقلت إلى قناة العربية منذ سنة 2003. تعمل أيضاً مُدرسة غير متفرغة في الجامعة الأمريكية في دبي.

## النشاة والمسيرة
ولدت ميسون عزام في أبو ظبي في الإمارات العربية المتحدة لأسرة فلسطينية لاجئة. لجأ والدها نواف عزام ووالدتها إسعاف اليوسف من فلسطين إلى لبنان في عام 1948. تخرج والدها من جامعة بيروت العربية حاملًا شهادة في القانون، ومع ذلك، لم يتمكن من ممارسة مهنة المحاماة بسبب قوانين العمل في لبنان التي تحظر على الفلسطينيين مزاولة معظم المهن. كما عمل مديرًا لمدرسة في مخيم عين الحلوة للاجئين الفلسطينيين في مدينة صيدا قبل أن ينتقل مع أسرته إلى الخليج.

## الحياة الشخصية
ميسون عزام متزوجة وأم لطفلين هما ريان وجنى
 بعض أعمالها  :
كتبت العديد من المقالات ونشرت على العربية نت وكان أبرزها:
- نحن المذيعات مكياج فقط !
- اشتدي أزمة تنفرجي
- جميعنا بحاجة إلى «العصفورية»

وعن فلسطين كتبت:
- رحلة في ذاكرة لا أملكها..
- وكان اللقاء

و قدمت ميسون عزام برنامج مشاهد وآراء على قناة العربية واستمر لما يقارب السنتين وتقدم الآن نشرات الأخبار بأوقات مختلفة وتتناوب مع زملائها على تقديم برنامج من العراق الذي يعرض على شاشة العربية مساء الجمعة من كل اسبوع.
في عام 2010 وقع اختيار نسكافيه على ميسون عزام، لتكون الوجه الجديد الذي يمثل أحدث حملاتها الرامية إلى التعريف بالفوائد الصحية للقهوة، ولتفنيد المعتقدات المغلوطة الشائعة حول تناول القهوة. وكانت نسكافيه قد أطلقت هذه الحملة في العام الماضي بعد أن أكدت الدراسات العلمية المستقلة المتزايدة أن تناول القهوة باعتدال ينطوي على فوائد صحية كثيرة. وأثبتت الأبحاث التراكمية أن القهوة غنية طبيعياً بمضادات الأكسدة، التي تساعد على حماية الخلايا من التلف وتلعب دوراً حيوياً لصحة الجسم. وتقول ميسون في هذا السياق «منذ كنت في سن التاسعة عشرة وأنا معتادة على تناول ثلاثة أكواب من القهوة يومياً. وأنا أبدأ يومي بقراءة صحيفة وبتناول كوب من قهوة نسكافيه اللذيذة، فهي تحفزني وتجعلني أكثر نشاطاً في الصباح. وبعد وجبة الغداء، أتناول كوباً آخر لمواجهة حالة الاسترخاء التي يشعر بها المرء في فترة الظهيرة، أما الكوب الأخير فأتناوله بعد الظهر، لأتمتّع بالنشاط اللازم للاهتمام بأطفالي أو لممارسة التمارين الرياضية. وإلى جانب تربية طفليّ وجدول أعمالي المزدحم بشكلٍ كبير، فإن تناول القهوة يشكل أحد اللحظات الممتعة القليلة التي لن أتخلى عنها أبداً. كما أن الأبحاث التي ظهرت مؤخراً حول تناول القهوة تعطيني سبباً إضافياً للتمتع بكوبي المفضل، وأنا مطمئنةٌ إلى أن هذه العادة تمنحني العديد من الفوائد الصحية إلى جانب المذاق الرائع».